# Сутай
Сутай — деревня в Качугском районе Иркутской области России. Входит в состав Качугского муниципального образования. Находится примерно в 6 км к югу от районного центра.

## Население
| 2002 | 2010 | 2011 | 2012 |
| ---- | ---- | ---- | ---- |
| 80   | ↘48  | →48  | ↘43  |

По данным Всероссийской переписи, в 2010 году в деревне проживало 48 человек (19 мужчин и 29 женщин).